# Дукай, Яцек
Я́цек Ю́зеф Ду́кай (пол. Jacek Józef Dukaj; род. 30 июля 1974, Тарнув) — польский писатель, пишет фантастику и фэнтези. Получил несколько литературных премий, в том числе Премию Европейского Союза и Премию Януша Зайделя.

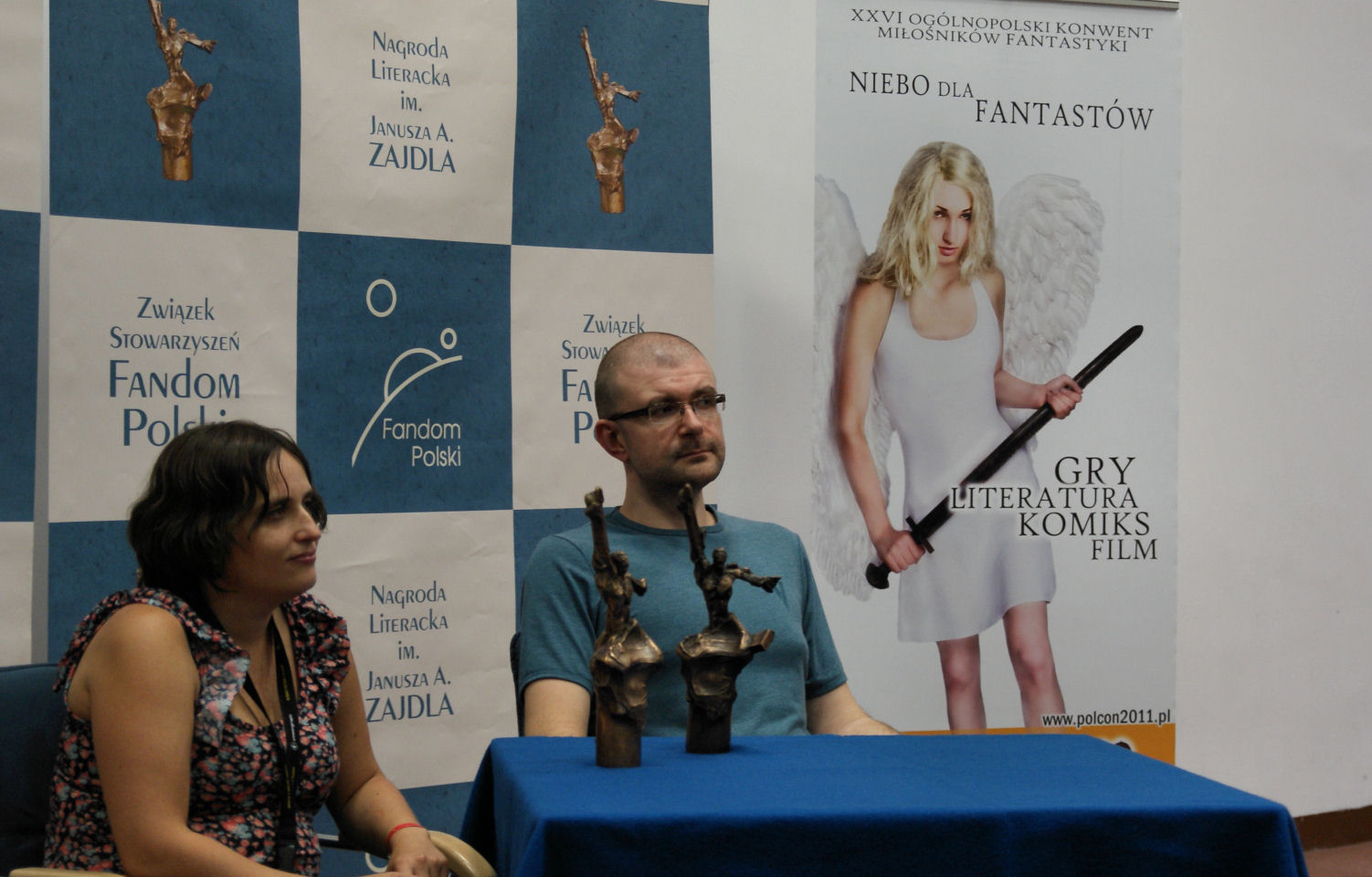

## Биография
Родился 30 июля 1974 года в Тарнуве. Окончил тарнувскую среднюю школу № 3, а затем изучал философию в Ягеллонском университете в Кракове. Свой первый рассказ «Złota galera» (Золотая галера) опубликовал в 16 лет, в научно-фантастическом ежемесячнике «Fantastyka». В 1997 году он опубликовал свой первый роман «Xavras Wyżryn», написанный в жанре альтернативной истории.
С 2021 года Яцек Дукай также занимается бизнесом: он основной акционер и генеральный директор компании Nolensum, основанной для производства видеоигр на основе его историй и оригинальных идей; также он акционер и член совета директоров Bellwether Rocks — инвестиционного фонда, специализирующегося на индустрии разработки игр и токенизации, NFT, криптовалюте.

## Награды и номинации
- Śląkfa[англ.] — «Автор года» (2000, 2007, 2009)
- Наутилус (2003, 2004, 2007)
- Angelus (премия)[англ.] (номинация 2007)
- Нике (номинация 2007)
- Kościelski (2008) за роман «Лёд»[6]
- Премия Европейского союза по литературе (2009[7][8]) за роман «Лёд»[9]
- Paszport Polityki
- Медаль «За заслуги в культуре Gloria Artis» (бронзовая)
- Премия имени Ежи Жулавского[10]

## Экранизации
По роману «Старость аксолотля» снят телесериал «В ночь».